# Alberto Testa

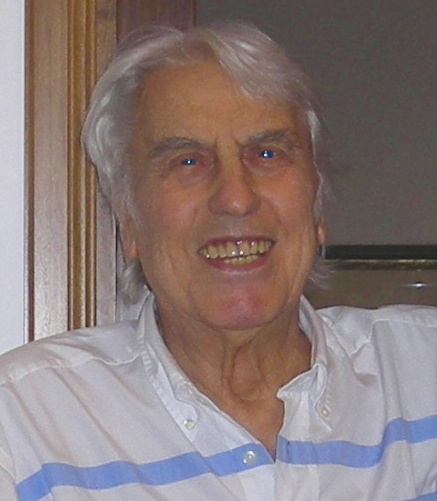
Alberto Testa, 2009

Alberto Testa (* 11. April 1927 in Santos; † 19. Oktober 2009 in Velletri) war ein italienischer Komponist, Sänger und Liedtexter.

## Leben und Karriere
Alberto Testa wurde als Sohn italienischer Eltern 1927 in Brasilien geboren, seine Familie zog jedoch noch während seiner Kindheit zurück nach Italien. Während des Zweiten Weltkriegs diente er in der italienischen Armee und wurde gefangen genommen, sodass er einige Zeit in einem Kriegsgefangenenlager in den USA verbrachte. Mit dem Ende des Krieges kehrte er nach Italien zurück, wo er eine kurze Karriere als Sänger hatte, bevor er sich dem Songwriting zuwandte.
Im Laufe seiner Karriere schrieb Testa ca. 1500 Lieder, zwei schafften es auf Platz 1 der italienischen Charts: Quando, quando, quando von Tony Renis 1962; Grande grande grande von Mina 1972. Beide Hits wurden mehrfach gecovert, Shirley Basseys englische Version von Grande grande grande „Never, Never, Never“ war 1973 ein großer Erfolg in Großbritannien.
Zweimal gewannen Testas Lieder das Festival di Sanremo: 1963 Uno per tutte, vorgetragen von Emilio Pericoli und Tony Renis; 1967 Non pensare a me, gesungen von Iva Zanicchi und Claudio Villa. Insgesamt war Testa von 1956 bis 1989 an 30 Beiträgen des Sanremo-Festivals beteiligt.
Für das Lied The Prayer, das Testa gemeinsam mit David Foster, Tony Renis und Carole Bayer Sager für den Film Das magische Schwert – Die Legende von Camelot geschrieben hatte und das von Céline Dion und Andrea Bocelli interpretiert wurde, gewann Testa 1999 einen Golden Globe für den Besten Filmsong. Das Lied wurde auch für einen Oscar nominiert.
Alberto Testa starb am 19. Oktober 2009 in Velletri im Alter von 82 Jahren. Seine Trauerfeier fand in der „Künstlerkirche“ Santa Maria in Montesanto in Rom statt.